# Premier Division (Antigua e Barbuda)
La Premier Division è la massima serie del campionato di Antigua e Barbuda. Venne creato nel 1968 e vi partecipano 10 squadre. Le prime due classificate si qualificano al Campionato per club CFU; la 15ª e la 16ª vengono retrocesse in First Division, mentre la 14ª affronta un play-out per non scendere di categoria.

## Squadre
Stagione 2023-2024.
- All Saints United
- Empire
- Garden Stars
- Green City
- Grenades
- Hoppers
- John Hughes
- Old Road
- Ottos Rangers
- Parham
- Pigotts Bullets
- SAP
- Swetes
- Tryum
- Villa Lions
- Willikies

## Albo d'oro
| Stagione  | Vincitore                                                 | Secondo                                                   |
| --------- | --------------------------------------------------------- | --------------------------------------------------------- |
| 1969      | Empire (Gray's Farm)                                      |                                                           |
| 1970      | Empire (Gray's Farm)                                      |                                                           |
| 1971      | Empire (Gray's Farm)                                      |                                                           |
| 1972      | Empire (Gray's Farm)                                      |                                                           |
| 1973      | Empire (Gray's Farm)                                      |                                                           |
| 1974/75   | Empire (Gray's Farm)                                      |                                                           |
| 1975/76   | Supa Stars                                                |                                                           |
| 1976/77   | Supa Stars                                                |                                                           |
| 1977/78   | Five Islands                                              |                                                           |
| 1978/79   | Empire (Gray's Farm)                                      |                                                           |
| 1979/82   | Sconosciuto                                               |                                                           |
| 1983      | Lion Hill Spliff (St. John's)                             |                                                           |
| 1983/84   | Villa Lions (St. John's)                                  |                                                           |
| 1984/85   | Liberta                                                   |                                                           |
| 1985/86   | Villa Lions (St. John's)                                  |                                                           |
| 1986/87   | Liberta                                                   |                                                           |
| 1987/88   | Empire (Gray's Farm)                                      |                                                           |
| 1988/89   | SAP (Bolans)                                              |                                                           |
| 1989/90   | J & J Construction (Parham)                               |                                                           |
| 1990/91   | Sconosciuto                                               |                                                           |
| 1991/92   | Empire (Gray's Farm)                                      |                                                           |
| 1992/93   | Sconosciuto                                               |                                                           |
| 1993/94   | Lion Hill Spliff (St. John's)                             |                                                           |
| 1994/95   | English Harbour                                           |                                                           |
| 1995/96   | English Harbour                                           |                                                           |
| 1996/97   | English Harbour                                           |                                                           |
| 1997/98   | Empire (Gray's Farm)                                      | English Harbour                                           |
| 1998/99   | Empire (Gray's Farm)                                      | Parham                                                    |
| 1999/00   | Empire (Gray's Farm)                                      | English Harbour                                           |
| 2000/01   | Empire (Gray's Farm)                                      | Bassa (All Saint's)                                       |
| 2001/02   | Parham                                                    | Empire (Gray's Farm)                                      |
| 2002/03   | Parham                                                    | SAP (Bolans)                                              |
| 2003/04   | Bassa (All Saint's)                                       | SAP (Bolans)                                              |
| 2004/05   | Bassa (All Saint's)                                       | Hoppers (St. John's)                                      |
| 2005/06   | SAP (Bolans)                                              | Hoppers (St. John's)                                      |
| 2006/07   | Bassa (All Saint's)                                       | SAP (Bolans)                                              |
| 2007/08   | Bassa (All Saint's)                                       | Hoppers (St. John's)                                      |
| 2008/09   | SAP (Bolans)                                              | Hoppers (St. John's)                                      |
| 2009/10   | Bassa (All Saint's)                                       | Old Road (Old Road)                                       |
| 2010/11   | Parham                                                    | Hoppers (St. John's)                                      |
| 2011/12   | Old Road                                                  | All Saints United                                         |
| 2012/13   | Old Road                                                  | Hoppers (St. John's)                                      |
| 2013-2014 | SAP                                                       | Parham                                                    |
| 2014-2015 | Parham                                                    | Hoppers (St. John's)                                      |
| 2015-2016 | Hoppers                                                   | Grenades                                                  |
| 2016-2017 | Parham                                                    | Hoppers (St. John's)                                      |
| 2017-2018 | Hoppers                                                   | Five Islands                                              |
| 2018-2019 | Liberta                                                   | Hoppers                                                   |
| 2019-2020 | Stagione abbandonata in seguito alla pandemia di Covid-19 | Stagione abbandonata in seguito alla pandemia di Covid-19 |
| 2020-2021 | Stagione abbandonata in seguito alla pandemia di Covid-19 | Stagione abbandonata in seguito alla pandemia di Covid-19 |
| 2022-2023 | Grenades                                                  | All Saints United                                         |
| 2023-2024 | All Saints United                                         | Grenades                                                  |
| 2024-2025 | All Saints United                                         | Grenades                                                  |

## Capocannonieri
| Stagione | Calciatore         | Squadra      | Reti |
| -------- | ------------------ | ------------ | ---- |
| 2000–01  | Conrad Whyte       | Empire       | 21   |
| 2001–02  | Conrad Whyte       | Empire       | 26   |
| 2002–03  | Rackley Thomas     | SAP          | 20   |
| 2004–05  | Peter Byers        | SAP          | 18   |
| 2006–07  | Ranjae Christian   | Bassa        | 15   |
| 2008–09  | Stefan Smith       | Old Road     | 17   |
| 2009–10  | Kelly Frederick    | Hoppers      | 15   |
| 2012–13  | Stefan Smith       | Old Road     | 16   |
| 2013–14  | Tevaughn Harriette | Parham       | 15   |
| 2016–17  | Stefan Smith       | Old Road     | 18   |
| 2017–18  | Sánder Fernández   | Five Islands | 14   |
| 2019-20  | Rakeem Joseph      | Empire       | 10   |
| 2022–23  | Raheem Deterville  | Old Road     | 22   |
| 2023-24  | Raheem Deterville  | Old Road     | 20   |
| 2024-25  | Raheem Deterville  | Old Road     | 19   |

Più titoli di capocannoniere
- 3 volte 
  - Stefan Smith (2008-09, 2012-13, 2016-17)

Maggior numero di gol segnati da un calciatore in una stagione
- 26 reti
  - Conrad Whyte (2001-02)

Maggior numero di gol segnati da un calciatore in una partita
- 6 reti
  - Stefan Smith

### Classifica marcatori all-time
| Posizione | Calciatore   | Reti |
| --------- | ------------ | ---- |
| 1         | Conrad Whyte | 158  |
| 2         | Peter Byers  | 141  |

## Titoli per squadra
| Club                       | Vittorie | Stagioni                                                                                                |
| -------------------------- | -------- | --- |
| Empire                     | 13       | 1969/70, 1970, 1971, 1972, 1973, 1974/75, 1978/79, 1987/88, 1991/92, 1997/98, 1998/99, 1999/00, 2000/01 |
| Parham/ J & J Construction | 6        | 1989/90, 2001/02, 2002/03, 2010/11, 2014/15, 2016-2017                                                  |
| Bassa                      | 5        | 2003/04, 2004/05, 2006/07, 2007/08, 2009/10                                                             |
| Five Islands               | 5        | 1977/78 (otros se desconocen)                                                                           |
| Lion Hill Spliff           | 4        | 1982/83, 1993/94 (otros se desconocen)                                                                  |
| English Harbour            | 3        | 1994/95, 1995/96, 1996/97                                                                               |
| SAP                        | 3        | 2005/06, 2008/09, 2013/14                                                                               |
| Arsenal/Pan Am Jets        | 2        | 1962, 1967                                                                                              |
| Liberta                    | 2        | 1984/85, 1986/87                                                                                        |
| Old Road                   | 2        | 2011/12, 2012/13                                                                                        |
| Hoppers                    | 2        | 2015/16, 2017-2018                                                                                      |
| Supa Stars                 | 2        | 1975/76, 1976/77                                                                                        |
| Villa Lions                | 2        | 1983/84, 1985/86                                                                                        |
| All Saints United          | 2        | 2024, 2025                                                                                              |
| Grenades                   | 1        | 2023 |